# Théo Lopes
 Théo Fabrício Nery Lopes(Brasília, 31 de agosto de 1983) é um voleibolista indoor brasileiro, com marca de alcance de 345 cm no ataque e 324 cm no bloqueio, atuante na posição de Oposto, que conquistou o ouro Campeonato Mundial  em 2010 pela Seleção Brasileira,  e ainda por esta obteve o título do Campeonato Sul-Americano em 2011.Em seu currículo pela seleção principal constou a medalha de ouro e duas de prata em edições da Liga Mundial, um bronze na Copa do Mundo, mesmo feito obtido na Copa dos Campeões.Em clubes conquistou a prata no Campeonato Sul-Americano de Clubes em 2014 e o bronze no Campeonato Mundial de Clubes, ambas no Brasil.

## Carreira
Filho de Maria Naide Ferreira Nery Lopes e Ronaldo Lopes de Souza, com apenas 15 anos de idade começou no voleibol simplesmente  brincando durante a aula de Educação Física no Centro Educacional 01 de Planaltina.Logo integrou o time de vôlei dessa instituição educacional e em uma partida amistosa seu rendimento despertou interesse e recebeu convite para atuar por um clube de Sobradinho e disputou  um campeonato  na categoria adulto  cerca de 21 km de sua cidade natal e em seguida disputou outra competição para adultos, na qual seu time perdeu  nas quatro primeiras partidas, nestas não fora escalado para jogar, então  sem chances na competição, muitos atletas faltaram e foi aí que jogou sua primeira partida.Inicia sua carreira no Minas Brasília Tênis Clube.Em 1999 conquistou o título do Campeonato Brasiliense pelo MBTC
Théo esteve na equipe da Seleção Brasileira, categoria infanto-juvenil, que se preparava para o Campeonato Mundial de 2001 no Egito, na época convocado pelo técnico Percy Oncken..Conquistou o bicampeonato brasiliense em 2002 pela  APCEF/DF.Depois transfere-se para o Minas Tênis Clube em 2002 permanecendo até 2004 e na temporada seguinte transfere-se para equipe da Ulbra quando  disputou a Superliga Brasileira A 2004-05 e terminou em quinto lugar, registrando 115 pontos nesta edição, destes 96 foram de ataque, 11 de bloqueio e 8 de saque .Um fato curioso dessa passagem  é que Théo ao ingressar na Ulbra fez teste para Levantador e o então
técnico Marcos Pacheco o colocou para atacar e a partir daí iniciou-se sua trajetória como Oposto.No período esportivo 2005-06  defendeu o Bento Vôlei e encerrou em quinto lugar na Superliga Brasileira A referente.
Na jornada esportiva 2006-07 retornou para equipe da Ulbra, esta utilizou a alcunha Ulbra/Uptime, sagrou-se campeão paulista em 2007, mesmo ano que obteve o ouro tanto nos Jogos Regionais quanto nos Jogos Abertos do Interior , além do título do Campeonato Gaúcho.Por esta também alcançou seu melhor resultado em participações  em edições da Superliga Brasileira A, chegando as finais e conquistando o terceiro lugar.
Foi contratado  para atuar pelo São Bernardo/ Santander na temporada 2007-08, encerrando em sexto lugar na correspondente Superliga Brasileira A.Théo competiu  pela  equipe do Cimed/Brasil Telecom na jornada 2008-09 e com esta equipe conquista seu primeiro título na história da Superliga Brasileira A.
Estreou pela seleção principal em 2009 para disputar a Copa dos Campeões no Japão, sendo medalhista de ouro  e nesta ocasião despertou o interesse de clubes do voleibol japonês , sendo contratado por duas temporadas pelo Suntory Sunbirds , disputando por esta equipe a temporada 2009-10 e nesta jornada terminou na quinta posição da Liga A Japonesa.Nessa equipe japonesa sagrou-se campeão da  Copa do Imperador de 2010. Ainda em 2010 voltou a ser convocado para Seleção Brasileira e obteve o ouro em sua primeira participação em edições da Liga Mundial, mesmo ano que foi medalhista de ouro no Campeonato Mundial na Itália e ouro no  Torneio Hubert Jerzeg Wagner na Polônia.
Em sua participação na edição do referido Campeonato Mundial de 2010, ocorreu um fato que de certa forma marcou negativamente o ouro brasileiro; pois, os espectadores acusaram a Seleção Brasileira de ter "facilitado" a vitória da Seleção Búlgara por 3 a 0 (25–18, 25–20 e 25–20), para ocupar o segundo lugar na fase seguinte de grupos e qualificar-se em um grupo teoricamente menos complexo; nesta partida Théo teve que jogar como levantador, pois,  os levantadores inscritos não tinham condições de jogo (problemas de saúde) e foram poupados. Na grande final dessa edição a seleção devolveu a derrota sofrida na primeira fase para o selecionado cubano, vencendo-o por 3 a 0 (25–22, 25–14 e 25–22).
Em sua última temporada pelo Suntory Sunbirds, chegou a final e foi vice-campeão da Liga A Japonesa de 2010-11.Théo na edição  do ano de 2011 da Liga Mundial,  contribuiu para classificação da Seleção Brasileira para fase final e para a grande final, onde conquistou a medalha de prata e também foi premiado como o Melhor Atacante de toda competição e neste mesmo ano também  atuou pela seleção na conquista do título do Campeonato Sul-Americano, além da medalha de bronze na  Copa do Mundo do Japão, , qualificando assim o país para a Olimpíada de Londres 2012.
Após encerrar sua passagem pelo voleibol japonês, foi repatriado pela equipe do RJX  para as competições de 2011-12,  temporada que conquistou o ouro do Campeonato Carioca de 2011 de forma invicta, perdendo apenas um set em toda competição e na Superliga Brasileira A referente ao período esportivo supramencionado  terminou na quarta colocação.
Renovou com o RJX para temporada seguinte,  e conquistou o bicampeonato carioca em 2012  e nas competições de 2012-13, passou amargar o banco de reservas, oscilou  durante a correspondente Superliga Brasileira A e seu clube chegou a final, detalhe que  o Rio de Janeiro completava 14 anos sem título no masculino; Théo  em um dia “inspirado” foi maior destaque na  partida decisiva e conquistando o título desta competição.
Após tamanho sucesso  na supracitada Superliga, negociou com equipe  italiana  New Volley Mater   para disputar a  Série A, causando surpresa na equipe brasileira que mantinha o vínculo empregatício. As vésperas do início da temporada  2013-14 da Liga A1 Italiana, o Sr.Gaetano Carpinelli, presidente do New Volley Mater, retirou a inscrição do clube na competição e anunciou o encerramento até dos trabalhos com  a categoria de base, sendo Théo  e os demais atletas liberados do compromisso  para  procurar outro clube.
Em maio de 2013 casou-se com a fisioterapeuta Bruna Pietta na cidade de Bento Gonçalves.Reforçou a equipe da UPCN na temporada 2013-14 conquistando o título da Copa da Argentina (Copa ACLAV) em 2013 ; também disputou o Campeonato Mundial de Clubes  sediado em Betim-Brasil chegando as semifinais da competição e encerrando na quarta posição  e foi o terceiro Maior Pontuador desta edição; encerrando a temporada sagrou-se campeão da Liga A1 Argentina e foi eleito o Melhor Jogador Estrangeiro de toda competição.Disputou pelo clube argentino  a edição do Campeonato Sul-Americano de Clubes de 2014 em Betim-Brasil quando conquistou o vice-campeonato nesta edição e a qualificação do Campeonato Mundial de Clubes e representou a equipe argentina também no Campeonato Mundial de Clubes de 2014 realizado em Belo Horizonte-Brasil e conquistou  a medalha de bronze inédita nesta edição e foi o Maior Pontuador da competição.
Ainda em 2014 foi convocado para Seleção Brasileira para disputar a Liga Mundial  cuja fase final foi em Florença-Itália , vestindo a camisa#9 conquistou a medalha de prata e neste mesmo ano foi repatriado pela equipe Sesi-SP para as competições de 2014-15.

## Títulos e Resultados
- 2013-4.º lugar do Campeonato Mundial de Clubes(Belo Horizonte,  Brasil)[27]
- 2013-Campeão da Copa ACLAV[25]
- 2012-13 - Campeão da  Superliga Brasileira A [20]
- 2012-Campeão do Campeonato Carioca[19]
- 2011-Campeão do Campeonato Carioca [16]
- 2010-Campeão da Copa do Imperador  do Japão
- 2011-12-4.º lugar da Superliga Brasileira A [17]
- 2010-11-Vice-campeão da Liga A Japonesa[15]
- 2009-10-5.º lugar da Liga A Japonesa
- 2008-09–Campeão da  Superliga Brasileira A [12]
- 2007-08- 6.º Lugar da Superliga Brasileira A [7]
- 2007- Campeão do Campeonato Paulista[9]
- 2007- Campeão dos  Jogos Abertos do Interior de São Paulo
- 2007- Campeão dos  Jogos Regionais de São Paulo
- 2007- Campeão do Campeonato Gaúcho
- 2006-07- 3.º lugar da Superliga Brasileira A [7]
- 2005-06- 5.º Lugar da Superliga Brasileira A [7]
- 2004-05- 5.º lugar da Superliga Brasileira A [3][5]
- 2002-Campeão do Campeonato Brasiliense [5]
- 1999-Campeão do Campeonato Brasiliense [5]

## Premiações Individuais
- Maior Pontuador do Campeonato Mundial de Clubes de 2014[34]
- Melhor Jogador Estrangeiro da Liga A1 Argentina 2013-14[30]
- 3.º Maior Pontuador do Campeonato Mundial de Clubes de 2013[28]
- Melhor Atacante  da Liga Mundial de 2011